# Cheiloneurus elegans
Espèce
Cheiloneurus elegans est une espèce d'insectes hyménoptères apocrites de la famille des Encyrtidae, de la sous-famille des Encyrtinae et de la tribu des Cheiloneurini.
C'est l'espèce type de son genre. Son code OEPP est CHEUEL.

## Synonymes
- Bekilyia elegans
- Blatticida elegans
- Cheiloneurus elegantissimus
- Chilonevrus elegans
- Cleonymus elegans (Dalman, 1820)
- Chrysopophagoides elegans
- Chrysopophagus elegans
- Cristatithorax elegans
- Encyrtus elegans Dalman, 1964
- Epicheiloneurus elegans
- Eusemionella elegans
- Eusemionopsis elegans
- Lepidoneurus elegans
- Metacheiloneurus elegans
- Paracheiloneurus elegans
- Procheiloneurus elegans
- Raphaelana elegans
- Saronotum elegans